# Sveriges Segelfartygsförening
Sveriges Segelfartygsförening (SSF) bildades ursprungligen 1903 som en redareförening för segelfartygsredare på Brantevik, ett fiskeläge i sydöstra Skåne.
Föreningen tappade sin betydelse i takt med att motorfartygen blev vanligare och så småningom gick SSF (version 1) upp i Sveriges redareförening eftersom segelfartygen tappat sin ekonomiska betydelse i handelsflottan.
Emellertid återuppstod föreningen, åtminstone till namnet, 1976. Då bildades Sveriges Segelfartygsförening på nytt av en samling entusiastiska skutseglare i Jönköping. Vid bildandet bestod föreningen av 14 medlemmar och sex fartyg.
År 2013, har föreningen ca 70 medlemsfartyg och närmare 700 direktanslutna medlemmar men om man räknar in alla som är engagerade i de föreningar som äger fartygen uppgår medlemstalet förmodligen till långt över 10 000 personer.
Föreningen arbetar främst för bevarandet och brukandet av skutorna i sig, hantverket att segla och underhålla dem samt det kulturarv detta innebär. En viktig milstolpe i detta arbete var när flytande fartyg 2001 kunde börja erkännas som kulturhistoriskt värdefulla fartyg k-märkning av Staten, genom Statens maritima museer. Fram till dess hade, i enlighet med kulturmiljölagen, endast fartyg som legat på havets botten i 100 år kunnat göra anspråk på att vara "kulturhistoriskt intressanta".